# Серебрјанка (Доњецка област)
Серебрјанка (укр. Серебрянка) је насеље у Украјини, у северном делу Доњецке области. То је село са 50 становника 2023. године.

## Историја
Село је основано 1753. године од стране Срба граничара који су се доселили из Аустрије у Русију. Ту у шанцу прве роте била је команда Српског хусарског пука под командом генерала Рајка Прерадовића.
У шанцу је била православна црква коју су подигли Срби насељеници. У тој цркви је сахрањен генерал Рајко Прерадовић. Од њега је као спомен остала једна икона коју је он донео из отаџбине.